# McFarland (Wisconsin)
McFarland es una villa ubicada en el condado de Dane en el estado estadounidense de Wisconsin. En el Censo de 2010 tenía una población de 7.808 habitantes y una densidad poblacional de 848,97 personas por km².

## Geografía
McFarland se encuentra ubicada en las coordenadas 43°1′11″N 89°17′30″O / 43.01972, -89.29167. Según la Oficina del Censo de los Estados Unidos, McFarland tiene una superficie total de 9.2 km², de la cual 9.19 km² corresponden a tierra firme y (0.06%) 0.01 km² es agua.

## Demografía
Según el censo de 2010, había 7.808 personas residiendo en McFarland. La densidad de población era de 848,97 hab./km². De los 7.808 habitantes, McFarland estaba compuesto por el 94.43% blancos, el 1.2% eran afroamericanos, el 0.42% eran amerindios, el 1.69% eran asiáticos, el 0.06% eran isleños del Pacífico, el 0.69% eran de otras razas y el 1.5% pertenecían a dos o más razas. Del total de la población el 2.25% eran hispanos o latinos de cualquier raza.